# Rocca Malaspina (Massa)
La rocca Malaspina, o anche chiamato castello Malaspina, è una fortificazione di origine medievale che, grazie alla sua posizione privilegiata, domina la città di Massa. Fu la sede principale dei sovrani di Massa della dinastia Malaspina e Cybo-Malaspina.

## Storia
Il complesso sorge, come il castello Aghinolfi di Montignoso, su un colle dal quale si domina la costa dal promontorio del Corvo fino a Livorno.

L'altura è costituita da calcare rupestre del mesozoico; nelle colline sovrastanti la pianura costiera sono riconoscibili massicci calcarei mesozoici compatti e stratificati, interposti tra terreni scistosi triassici di vario colore. Questa caratteristica geologica può essere osservata anche dalla vegetazione: sui massicci calcarei si è sviluppata la macchia mediterranea col leccio dominante, che l'uomo ha sostituito con la coltura dell'olivo. Tale fenomeno è riscontrabile anche sulla collina del castello di Massa. Già presente intorno al 1000, oltre ai Malaspina, è stato conteso da Lucca, Firenze, Pisa e i Visconti. Ha subito nei secoli trasformazioni e ampliamenti e in esso è facile riconoscere le varie fasi di sviluppo dell'architettura fortificata che hanno caratterizzato l'ultimo millennio.

### Il periodo curtense
Le prime notizie della città di Massa risalgono al IX secolo; in un manoscritto dell'882, conservato all'Archivio Vescovile di Lucca, è citato il nucleo detto di "Massa prope Frigidum" al quale è contrapposto quello detto "Curtis sita in loco ubi dicitur Quarantula". Secondo alcuni studiosi il primo centro potrebbe essere la romana Taberna Frigida, dove già a quell'epoca sorgeva l'Hospitium di San Leonardo al Frigido. La Curtis di Quarantula potrebbe invece essere identificata proprio col luogo in cui più tardi sorgerà il castello; il toponimo Quarantula resta nel nome di una delle porte della cerchia muraria medievale, la Porta Quaranta.

### Gli Obertenghi
Intorno al X secolo il territorio massese diventa possesso della famiglia degli Obertenghi, i quali edificano il primo nucleo del Castello, che già avevano identificato come luogo strategico di base del loro dominio. È la famiglia dei discendenti di Oberto I, conte palatino facente parte di un ramo derivante dalla famiglia dei duchi longobardi della Tuscia. Oberto dominava sulla Marca della Liguria Orientale che comprendeva anche Massa. Nel 975, alla morte di Oberto I, il figlio Adalberto I eredita dal padre il Castrum di Massa e i territori limitrofi. Visto il ruolo molto attivo della famiglia obertenga nelle vicende politiche dell'epoca, i marchesi non risiedevano spesso nei loro possedimenti. Sarà Adalberto IV Rufo, salito al potere nel 1080 il primo marchese a risiedere stabilmente nel castello di Massa. Nei decenni successivi Massa è al centro delle lotte e le mire espansionistiche di Lucca, Pisa e Genova: quelli del XII secolo sono per Massa e il suo castello decenni tormentati. Una relativa tranquillità viene ottenuta grazie al marchese Andrea che nel 1208 fece un atto di vassallaggio a Lucca. La relativa calma di questi anni permise al marchese di intraprendere lavori di bonifica delle zone paludose e nel 1211 fu fatto costruire dalla marchesa Giorgia un ospedale per pellegrini sulle rive del Lavello. Nel 1215 unica erede della famiglia era Benedetta, la quale nel 1218, in cambio di un prestito, diede in cauzione la rocca di Massa a Lucca e fece costruire case nella zona della Conca.

### Il dominio lucchese e Castruccio
Per tutto il XIII secolo Massa rimane sotto il dominio lucchese ma nel 1315 Uguccione della Faggiola, signore di Pisa e Lucca, riconsegna la rocca agli antichi marchesi del ceppo obertengo di Massa che si occupa di restaurarla. Ma già nel 1316, quando Castruccio Castracani divenne signore di Lucca, obbligò i signori massesi a venire a patti con lui. Questi, in cambio di qualche privilegio, li estromise completamente dal dominio della zona, ebbe però il merito di apportare ingenti miglioramenti alla rocca, ampliandola e rendendola più efficiente: fece ricostruire il mastio centrale, aggiunse altre torri, il ponte levatoio e ampliò la cortina muraria; fece della rocca la sua base di dominio sulla zona. Il 1345 è l'anno in cui Massa e il suo Castello tornano nelle mani dei discendenti degli Obertenghi, i Malaspina di Fosdinovo: una parte del territorio viene in possesso del marchese Spinetta Malaspina ma dopo la sua morte la famiglia perde nuovamente il dominio su questo territorio che passa sotto il potere lucchese. Dopo alterne vicende, il popolo massese, stanco di subire passivamente le sorti di continue lotte, negli anni 30 del XV secolo fece atto di fedeltà al marchese di Fosdinovo Antonio Alberico I, dal 1430 cittadino fiorentino. Firenze, che attraversava un periodo critico ed era preoccupata per l'importanza crescente di Milano e Genova, accolse con favore il sorgere di un nuovo stato che le consentiva di controllare da vicino le città rivali.

### I Malaspina
La signoria malaspiniana iniziò l'8 dicembre 1442. I Boni Homines fecero atto di sottomissione nella chiesa di San Jacopo: i capitoli che il marchese Antonio Alberico I accordò al suo popolo furono molto vantaggiosi. Libertà di commercio (i massesi potevano persino esportare merci senza alcuna tassa) e diritto di imporre a piacimento dazi e gabelle sulle merci d'importazione e a carico dei forestieri. Dal punto di vista politico, i massesi avevano la libertà di darsi nuovi statuti o correggere i vecchi.
Antonio Alberico I Malaspina e suo figlio Jacopo aggiunsero altre fortificazioni e migliorarono sensibilmente l'aspetto residenziale della fortezza. Risale infatti alla fine del XV secolo la costruzione del caratteristico palazzo che divenne la dimora dei marchesi. Nel 1467, alla morte del padre, i beni del defunto furono divisi tra cinque figli: la vicarìa di Massa tocco a Jacopo Malaspina, che venne ufficialmente investito come marchese, il quale cercò di accrescere il suo potere con l'acquisto di Carrara e Avenza nel 1473. Fu proprio grazie a Jacopo e alla terza moglie Taddea che fu costruita la parte rinascimentale del castello, caratterizzata dalle sale dalla “volta ad ombrello”. Antonio Alberico II, terzo marchese di Massa, continuò l'opera di abbellimento della rocca, ma ebbe solo figlie ed ottenne da Carlo V che Ricciarda divenisse marchesa di Massa alla sua morte, avvenuta nel 1519.
La famiglia Malaspina dunque si estinse. La casata di Ricciarda Malaspina si unì con quella del genovese Lorenzo Cybo, conte di Ferentillo, dando così origine alla dinastia dei Cybo-Malaspina. Ciò che più preoccupava Ricciarda era mantenere il feudo di Massa: con due diplomi nel 1529 e nel 1530, ottenne da Carlo V l'investitura del trono paterno e il diritto di trasmetterlo ai figli. Ma un triste episodio turbò la signoria di Ricciarda: la guerra contro il figlio Giulio. Giulio Cybo, in base al testamento del nonno, avrebbe dovuto succedere alla madre, che invece nominò erede Alberico, il suo secondo genito. Valendosi dell'aiuto del padre Lorenzo Cybo e delle famiglie de' Medici e Doria, Giulio mise il castello di Massa sotto assedio e lo espugnò. Dopo soli due anni però, con l'aiuto di Carlo V, Ricciarda si fece reintegrare al potere e impose la resa al figlio, il quale fu decapitato nel 1549 in quanto traditore dell'imperatore. Pochi anni dopo morì anche la madre, nel 1553 a Bagni di Lucca, trasmettendo il potere al secondogenito Alberico I Cybo-Malaspina.

### I Cybo-Malaspina
Nel 1554 Alberico I Cybo-Malaspina fu investito del marchesato direttamente dall'imperatore: è con lui che inizia la signoria dei Cybo-Malaspina su Massa. Si preoccupò di dare alla città un nuovo assetto: cominciò la costruzione della cinta muraria e il restauro di quello che diverrà il palazzo ducale, in cui si trasferì nel 1568, anno in cui l'imperatore Massimiliano II elevò il marchesato di Massa in principato. Nonostante un primo interesse del principe per i lavori al castello (soprattutto dal punto di vista militare: aggiunse infatti camminamenti di ronda sopra le mura e costruì una nuova ala predisposta per le artiglierie con l'uso di cannoniere), dopo la metà del XVII secolo la rocca ebbe una funzione prettamente militare e con l'Unità d'Italia fu destinata a carcere fino alla metà del Novecento.

## Fasi costruttive

### La struttura medievale

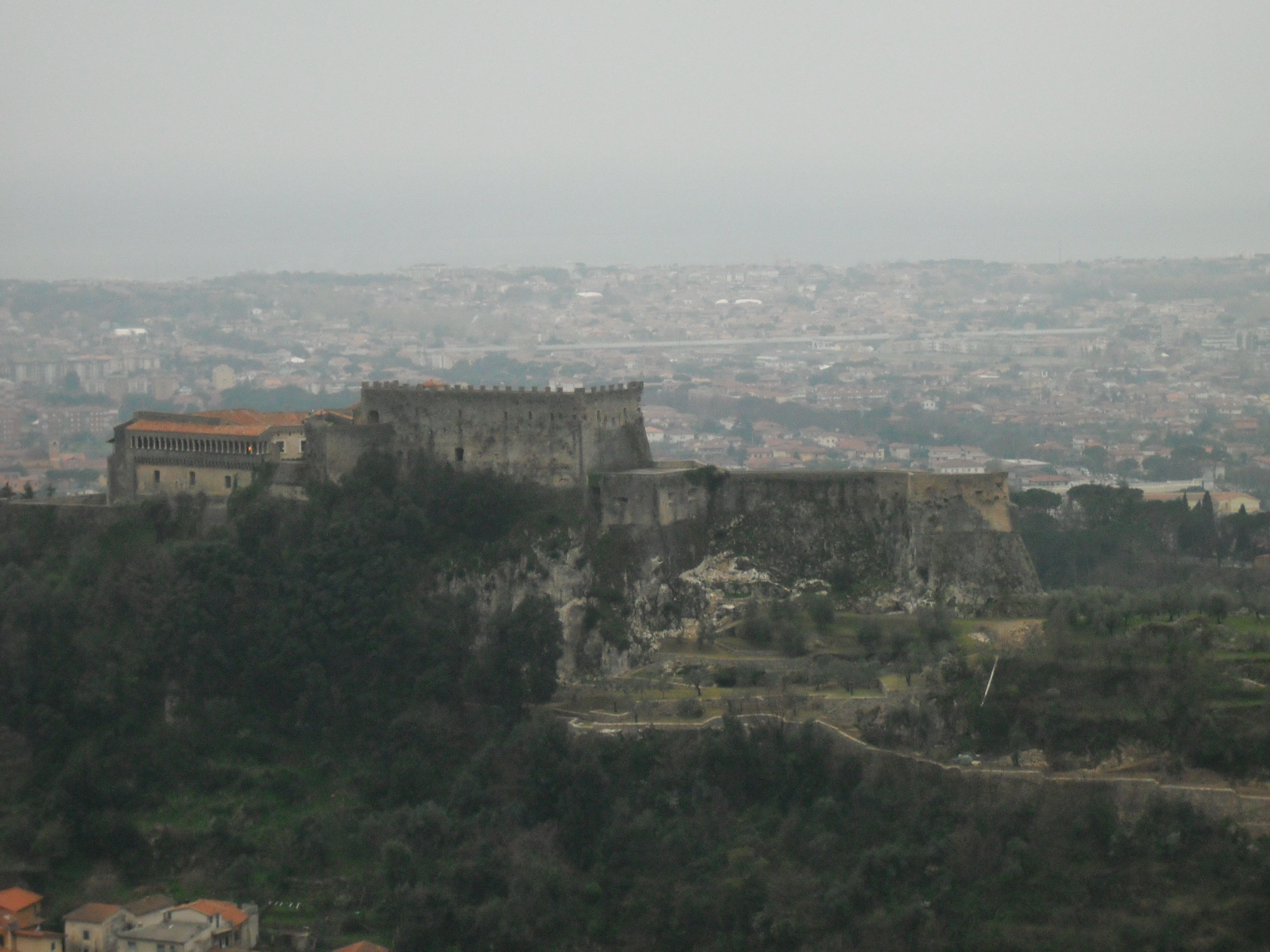
Veduta della rocca

Tra il 1400 ed il 1600 il castello ha subito profonde modificazioni strutturali che hanno cancellato, quasi interamente, le strutture murarie più antiche. Assai esigue, le strutture medievali sono rintracciabili in soli due punti del castello, nella parte alta, quella propriamente militare, e nei sotterranei del palazzo rinascimentale. Nel primo punto un bastione cinquecentesco, costruito a difesa del deposito di munizioni, ingloba il basamento di una piccola torre quadrangolare, costruita con una tecnica muraria tipicamente medievale: grossi blocchi di calcare, accuratamente lavorati, vengono sovrapposti con l'ausilio di poca malta e disposti in filari di altezza costante. La tecnica suggerisce una datazione anteriore al secolo XIV, probabilmente riconducibile ai secoli XII-XIII. La torre, ancora visibile in elevato in rappresentazioni dei secoli XVI - XVII, faceva parte di una fortificazione medievale collocata nell'area sommitale del colle ed era separata dal borgo sottostante. Le altre tracce di opere medievali, forse appartenute ad una residenza, sono un grosso pilastro a base quadrilatera di lato 1,60 m., costituito da blocchi di marmo bianco e bardiglio, e una scaletta a chiocciola con pilastro centrale di sostegno interamente in laterizio. Il pilastro marmoreo, sicuramente più antico rispetto al contesto strutturale del quale si trova a far parte, può essere interpretato come un elemento centrale di carico, frequentemente in uso nei palazzi medievali fino alla metà del secolo XIV. Raffronti possono essere eseguiti con il palazzo di Spinetta Malaspina a Verrucola dei Bosi, anche se il pilastro massese sembrerebbe essere più antico, presumibilmente risalente ai secoli XII-XIII. La scala a chiocciola possiede una colonnetta di sostegno interamente in laterizio con affiancato un trabocchetto, elementi probabilmente risalenti allo stesso periodo del pilastro. Il palazzo medievale, coevo al pilastro, venne probabilmente sostituito tra la fine del secolo XIV e la prima metà del secolo XV da un edificio più tardo, a base poligonale, le cui strutture murarie sono ancora esistenti e appoggiano, parzialmente, sullo stesso pilastro. Anche questo edificio venne pesantemente modificato: prima inglobato nell'unico disegno a "L" della corte, poi agli inizi del secolo XVII, privato dell'intera facciata e delle stanze rivolte verso mare. Sulla facciata rivolta verso il cortile interno sono presenti due mensole marmoree ricollegabili alla presenza di una struttura "a sporto" del palazzo tardo-medievale.

### Le fasi rinascimentali e gli interventi del secolo XVII
L'intero palazzo rinascimentale è scomponibile in tre blocchi, due dei quali coevi, un terzo invece fu aggiunto in seguito per unificare le strutture preesistenti e creare, attraverso un progetto unitario, la corte rinascimentale. Al secolo XV potrebbero invece risalire due torri angolari, adiacenti al palazzo, erette per la difesa della residenza in un periodo precedente alla costruzione dei bastioni che attualmente caratterizzano l'intero complesso.
Una delle torri, detta del Pinello, era posta nell'angolo sud-est ed era ancora visibile nel secolo XVII; l'altra, a base semicircolare, era nell'angolo ovest, e venne demolita forse a seguito della costruzione del bastione, avvenuta nel 1603. La cinta muraria, che terminava con una merlatura, è attribuibile al secolo XV, datazione suggerita, oltre che da rappresentazioni grafiche, anche da alcune troniere inserite nella muratura. Le mura furono rialzate tra la fine del secolo XVI e la seconda metà del secolo XVII, per essere trasformate in cannoniere ed arricchite da un lungo camminamento di ronda. Nel XVI secolo il castello fu oggetto di un completo ammodernamento. La realizzazione del mastio, avvenuta attraverso l'asportazione della roccia in posto, risale alla metà del secolo XVI per iniziativa congiunta di Alberico e Ricciarda Malaspina. Con gli inizi del secolo XVII il castello perde la funzione di residenza e gli interventi che si registrano, successivamente a questo periodo, rivelano finalità essenzialmente militari, come l'imponente costruzione del baluardo sud-ovest nel 1603, ed il rifacimento delle cannoniere sulla cortina perimetrale.

## La struttura oggi

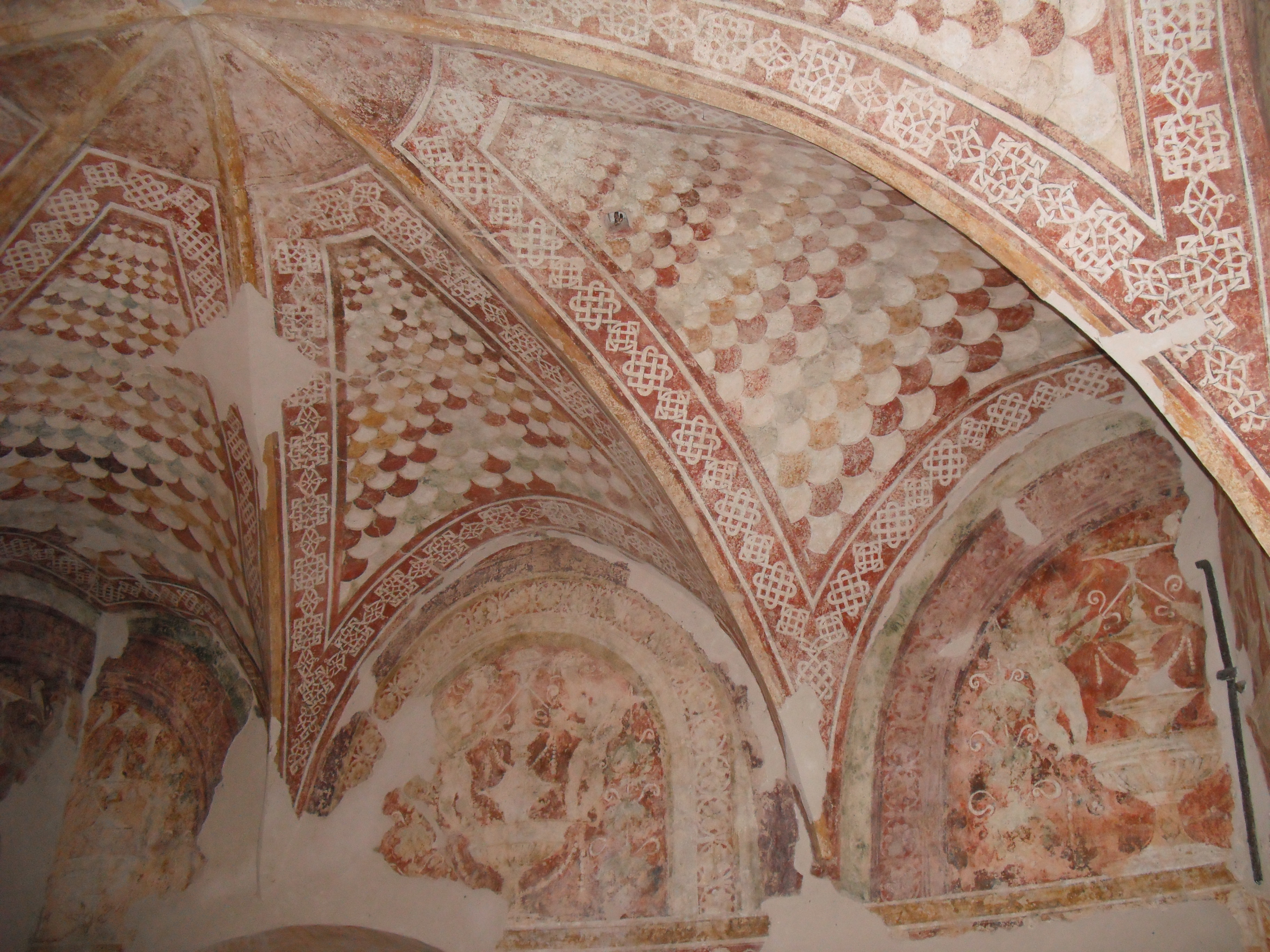
Gli affreschi nella cappella

Il castello si presenta composto dalla cinta muraria bastionata, il mastio centrale e il palazzo residenziale i quali, con le caratteristiche architettoniche postmedievali, hanno sostituito le strutture più antiche.
Anche se i caratteri della struttura sono tipicamente rinascimentali sono individuabili tramite studi di stratificazione le sequenze costruttive.
Sono importanti da considerare i vani sotterranei della residenza che sono direttamente scavati nella roccia così come la parete del mastio centrale formato da un unico blocco. Di notevole interesse erano gli affreschi e le sculture rinascimentali nelle stanze e nella cappella del palazzo che è caratterizzato da loggette e decorazioni in marmo. Oggi le sculture sono andate perdute, manca anche la storica effigie di Alberico I.

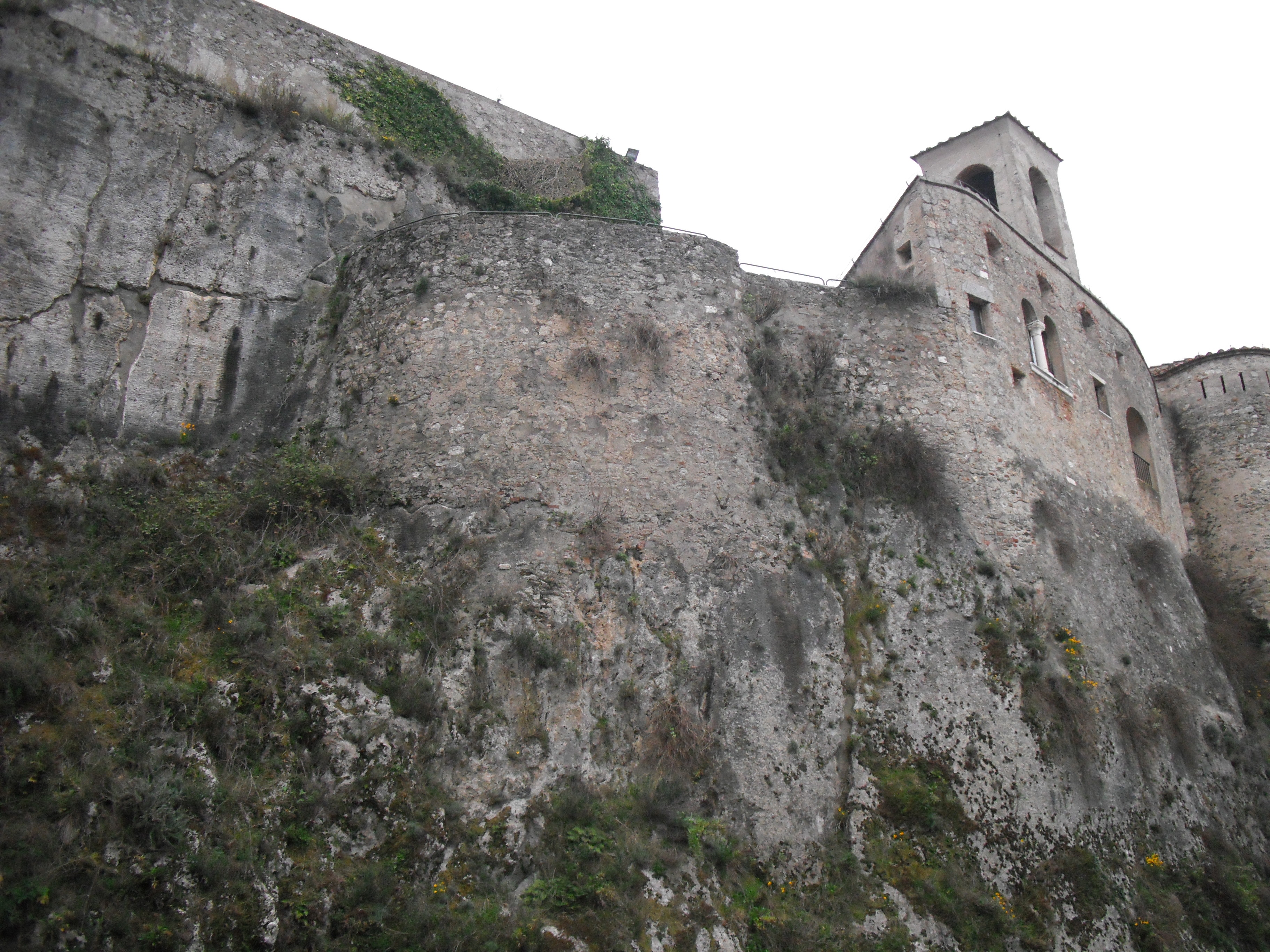
La parete del mastio